# Религия в Австрии
Религия в Австрии на 2021 год
 Католицизм (55,2 %) Православие (4,9 %) Протестантизм (3,8 %) Старокатолицизм (0,1 %) Другие христианские конфессии (4,2 %) Ислам (8,3 %) Буддизм (0,3 %) Индуизм (0,1 %) Иудаизм (0,1 %) Другие религии (0,7 %) Иррелигиозность (22,4 %)
Среди религий в Австрии, наиболее распространённой является католичество. Население Австрии по вероисповеданию по данным переписи населения Австрии 2021 года: католики — 55,2 %, иррелигиозны — 22,4 %, мусульмане — 8,3 %, православные — 4,9 %, другие христианские конфессии — 4,2 %, протестанты — 3,8 %, другие религии — 0,7 %, буддисты — 0,3 %, старокатолики — 0,1 %, индуисты — 0,1 иудеи — 0,1 %. Согласно переписи 2001 года, 73,6 % населения страны причисляли себя к католикам, 4,7 % — к протестантам (лютеране). Число прихожан церквей составляло около 11,5 % населения (914 348 из 8 043 000 человек всего). С 2001 число католиков и число прихожан стало сокращаться. По данным 2005 года число людей причисляющих себя к Католической церкви составило 5 663 000 человек (68,5 % всего населения), из них число прихожан — 753 701 человек (9 %). Число лютеран уменьшилось с 5,7 % в 1971 до 4,7 % в 2006 году. Большинство лютеран проживает в земле Каринтия, на юге Австрии. Помимо лютеран, в стране действуют малочисленные группы протестантов-методистов, адвентистов, пятидесятников из Ассамблеи Бога, Свидетелей Иеговы.
Тем временем количество мусульман, за счёт миграции из Турции, увеличилось до 4,2 %. По некоторым оценкам, число мусульман в Австрии в 2009 году составляет 400 000—500 000 человек. Среди религиозных меньшинств в Австрии представлены индуисты, сикхи, буддисты, иудеи и православные (в основном сербы).
Самая высокая доля католиков в 2000 году в правобережной части Нижней Австрии (91,5 %), Бургенланде (85,3 %), Тироле (83,7 %), Штирии (81,8 %), самая низкая доля — в Вене и левобережной Нижней Австрии (61,3 %) и Зальцбурге (38,9 %).
В 1999 году наибольшее число евангельских христиан проживало в Бургенланде (14 %), также их доля выше среднего в Каринтии и Верхней Австрии. Самая большая по численности община евангельских христиан находится в Вене (77 тыс.), но их доля в населении столице такая же, как и в среднем в Австрии (4,8 %). Ниже среднего доля евангельских христиан в Зальцбурге (3,5 %), а меньше всего — в Тироле.
Люди в монашеских одеяниях — характерная черта города Зальцбург. Здесь много духовных учебных заведений, в том числе теологический факультет университета. Даже горы в пределах города носят названия, связанные с монашеством: на западном берегу Зальцаха находится гора Менхсберг («гора монахов»), а на восточном — Капуцинерберг («гора капуцинов»).

## История
Австрия традиционно католическая страна. Развитие католицизма связано в первую очередь с экономико-географическим положением страны. Находясь в центре Европы, Австрия ощущала на себе влияние Рима. Ещё в средневековье Римско-католическая церковь завоевала лидирующие позиции среди населения Австрии. Поэтому не случайно сейчас в этой стране более 70 % населения относят себя к католическому вероисповеданию. Влияние лютеранской и реформатской церквей особенно было развито в XVI веке.
Австрия была затронута протестантскими преобразованиями, вследствие чего большинство населения страны приняли протестантство. Но позднее под властью Габсбургов, католицизм, как доминирующая конфессия, был восстановлен. Кроме протестантизма было также значительное число населения, исповедующее ислам и православие.
Существенное еврейское население (около 200 тыс. человек в 1938), проживавшее главным образом в Вене, сократилось до нескольких тысяч человек, вследствие массовой эмиграции 1938-41 годов и последующего Холокоста во время Нацистского режима. Иммиграция в более позднее время, прежде всего из Турции и бывшей Югославии, привела к увеличению числа мусульман и православных.
Несмотря на возражения Римско-католической церкви и тот факт, что большинство населения Австрии являются католиками, по состоянию на 1 января 2010 года, гражданские браки для геев в Австрии разрешены. Австрия одна из немногих стран, которая допускает этот факт.
В 1961—2000 гг. значительно снизилась количество католиков (с 89 % до 72 %), лютеран (с 403 тыс. до 341 тыс.), реформатов (с 18 до 14 тыс.), иудеев (с 12 тыс. до 7 тыс.). В то же время в сравнении с 1900 г. число лютеран (тогда на современной территории Австрии их было 97 тыс.) значительно выросло, что связано с утратой Римско-католической церковью статуса государственной. Доля католиков устойчиво снижается: в 1971 г. они составляли 87,2 %, в 1991 г. — 77,9 %, в 1995 г. — 75,1 %.
Наибольшее сокращение численности за прошедшее столетие наблюдалось у иудеев. Основной причиной этого была нацистские гонения на евреев, ответом на которые стала еврейская эмиграция. По данным Еврейской энциклопедии, в 1918 г. в Австрии жили 300 тыс. евреев, к началу 1938 г. — 181 778 евреев, а к 1941 г. осталось их осталось всего 55 020 человек (эмигрировали в 1938 г. 62 958 евреев, в 1939 г. — 54 451, в 1940 г. — 6500). По данным на 1949 г. в Австрии осталось лишь 21,5 тыс. евреев, а убыль 1941—1948 гг. (33 тыс.) объясняется в первую очередь Холокостом.
За прошедшее столетие значительно выросла только доля мусульман (с 0,1 % в 1961 г. до 2,1 % в 1995 г.) и неверующих (с 4,3 % в 1971 г. до 8,6 % в 1991 г., кроме того, еще 3 % не ответили на вопрос о религиозной принадлежности).